# Route nationale 39 (France)
Pour les articles homonymes, voir Route nationale 39.
La route nationale 39, ou RN 39, est une ancienne route nationale française reliant Arras à la commune du Touquet. Avant les réorganisations des années 1970, la route nationale 39 reliait Tremblois-lès-Rocroi à Montreuil-sur-Mer. Depuis 2006, cette route d'intérêt local a été transférée aux départements.

## Du Touquet à Arras (D 939)
Les communes traversées sont :
- Le Touquet-Paris-Plage (km 0) ;
- Trépied (Commune de Cucq) (km 3) ;
- pont d'Étaples ;
- Étaples (km 3,5) ;
- Beutin (km 10) ;
- Attin (km 12)
- Le Parcq (km 40) ;
- Croix-en-Ternois (km 51) ;
- Tincques (km 67) ;
- Haute-Avesnes (km 78) ;
- Pont du Gy (communes de Duisans et d'Étrun) (km 82) ;
- Arras (km 84).

Noter toutefois que le tronçon de Montreuil au Touquet ne faisait pas partie de la nationale 39 à l'origine, qui s'arrêtait à Montreuil. Il s'agissait d'une route classée nationale seulement dans les années 1930 sous le numéro 318.
En outre, le tronçon de Hesdin à Montreuil a été dévié dans les années 1990 par une voie rapide, l'ancienne route étant déclassée en D 349.
Depuis le 1er janvier 2006, la route est numérotée D 939 (transfert aux départements des RN).

### Voie express
Une partie de cette route est Voie express. 
Contournement de Saint-Pol-sur-Ternoise :
- D 8E : Roëllecourt, Saint-Michel-sur-Ternoise, Saint-Pol-sur-Ternoise
- RD 916 : Saint-Pol-sur-Ternoise, Herlin-le-Sec, Frévent
- D 101 : Saint-Pol-sur-Ternoise, Bruay-la-Buissière, Béthune

Voie express Hesdin - Montreuil : 
- Giratoire entre la RD 939 et la RD 349
- RD 928 (sens Hesdin-Montreuil): Marconne, Hesdin, Crécy-en-Ponthieu, Abbeville, Saint-Omer
- D 136 (sens Montreuil-Hesdin): Marconne, Hesdin, Frévent, Saint-Omer
- D 138 (sens Hesdin-Montreuil): Gouy-Saint-André, Campagne-les-Hesdin, Capelle-lès-Hesdin, Marconnelle, Bouin-Plumoison, Aubin-Saint-Vaast, Mouriez
- D 129 : Campagne-lès-Hesdin, Buire-le-Sec, Saint-Rémy-au-Bois
- Échangeur entre RD 939 et RD 901

## Autrefois, aussi

### De Tremblois à Cambrai
La route est reprise par la route nationale 43 (déclassée). Les communes traversées sont :
- Tremblois-lès-Rocroi ;
- Maubert-Fontaine ;
- Hirson ;
- La Capelle ;
- Le Cateau-Cambrésis ;
- Cambrai.

### D'Arras à Cambrai

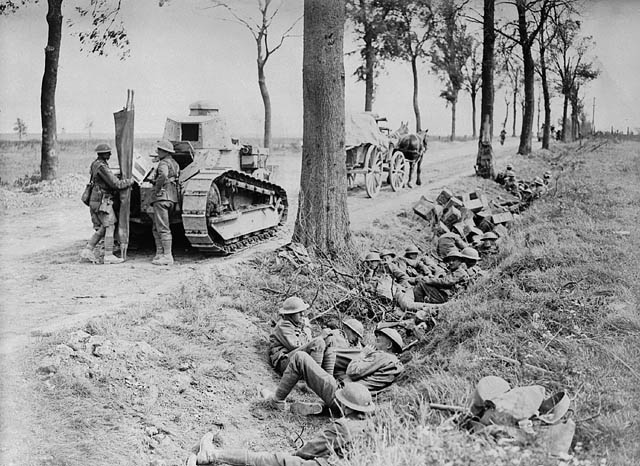
En 1918...

La route est déclassée en D 939.
Les communes traversées sont :
- Arras (km 89) ;
- Tilloy-les-Mofflaines (km 91) ;
- Vis-en-Artois (km 100) ;
- Haucourt (km 101) ;
- La Brioche (commune de Villers-lès-Cagnicourt) (km 107) ;
- Marquion (km 112) ;
- Raillencourt-Sainte-Olle (km 118) ;
- Cambrai (km 121).